# Maison gothique (Bad Hombourg)
La maison gothique de Bad Hombourg est située à la périphérie de Bad Homburg vor der Höhe dans le quartier Dornholzhausen a été construite en 1823 par le landgrave Frédéric VI de Hesse-Homburg. Son style est néogothique.
Le château a été conçu comme un pavillon de chasse et comme lieu de festivals pour les tournées du prince héritier. Il se trouve à la fin de la Tannenwaldallee, qui établit une connexion directe entre le château de Bad Homburg et la maison gothique et faisait partie des jardins du landgrave. La maison de style gothique est aujourd'hui un monument de la culture de la Hesse.
Guillaume II a souvent été un invité à la maison gothique.
Après un incendie, le château a été entièrement restauré dans les années 1980 et abrite maintenant un musée (avec en permanence des expositions temporaires), les archives municipales, avec de nombreux documents, des journaux et des photographies ainsi que d'un café.

## Source
- (de) Cet article est partiellement ou en totalité issu de l’article de Wikipédia en allemand intitulé « Gotisches Haus (Bad Homburg) » (voir la liste des auteurs).